# Saison 1967-1968 du Stade rennais UC
Maillots
Chronologie
Saison précédente Saison suivante
La saison 1967-1968 du Stade rennais Université Club débute le 19 août 1967 avec la première journée du Championnat de France de Division 1, pour se terminer le 5 juillet 1968 avec la dernière journée de cette compétition.
Le Stade rennais UC est également engagé en Coupe de France.

## Résumé de la saison
Le renouvellement de l'effectif professionnel repart sur les mêmes bases que la saison précédente, et ce sont plusieurs des héros de la Coupe de France 1965 qui quittent le club club à l'été 1967. Le départ le plus emblématique est sans nul doute celui du capitaine Yves Boutet après douze années de présence au Stade rennais. Lui, André Ascencio et Jean-Pierre Darchen vont grossir les rangs du FC Lorient, qui vient tout juste de devenir professionnel, et qui prend des allures de « Stade rennais bis » avec les présences de Mahi et d'Antoine Cuissard. Autres départs, ceux de Pellegrini et Prigent qui s'en vont chercher meilleure fortune, respectivement à Montmorillon et Metz.
Au rayon arrivées, le club continue de faire confiance aux jeunes espoirs bretons en faisant signer le Briochin Goueffic et le Quimpérois Guermeur. Le Cannois Georges Calmettes et l'Aixois d'origine italienne Victor Mosa viennent également grossir les rangs rennais. Innovation majeure dans le monde du football, la FIFA autorise désormais un remplacement par match. Le premier rennais à en bénéficier sera Jacques Rossignol, rentré en jeu lors de la deuxième journée de D1 en lieu et place de Louis Cardiet. En Division 1, un nouveau passage de vingt à dix-huit clubs est prévu. De fait, les trois derniers seront directement relégués, alors que les seizièmes et dix-septièmes disputeront des rencontres de barrage face aux deuxièmes et troisièmes de D2.
La saison rennaise sera relativement médiocre. Très inefficaces à l'extérieur, les Rennais devront attendre le 26 novembre et un déplacement à Aix-en-Provence pour s'y imposer. Conséquence, ils ne parviendront jamais à s'extirper du milieu de classement et œuvreront toute la saison à tenter d'assurer le maintien. Une mauvaise série en mars - avril (0V-1N-5D), vient mettre celui-ci en péril, avant que le Stade rennais UC ne se reprenne pour atteindre finalement la quatorzième place. En coupe, le bilan n'est pas meilleur. Dès son entrée dans la compétition, le Stade rennais UC est éliminé, après prolongation, par l'AC Ajaccio promu en D1.

## Transferts en 1967-1968
| Nom                       | Nationalité | Provenance/Destination    |
| Arrivées                  |             |                           |
| Michel Beaulieu           | France      | Stade rennais UC amateurs |
| Jean-Michel Bellat        | France      | TA Rennes                 |
| Georges Calmettes         | France      | AS Cannes                 |
| Bernard Gartioux          | France      | Le Havre AC               |
| Bernard Goueffic          | France      | Stade briochin            |
| Hervé Guermeur            | France      | Phalange d'Arvor Quimper  |
| Victor Mosa               | France      | AS Aix-en-Provence        |
| Départs                   |             |                           |
| André Ascencio            | France      | FC Lorient                |
| Yves Boutet               | France      | FC Lorient                |
| Jean-Pierre Brucato       | France      | AC Ajaccio                |
| Daniel Cavil              | France      | CEP Lorient               |
| Jean-Pierre Darchen       | France      | FC Lorient                |
| Yves Le Floch             | France      | Stade rennais UC amateurs |
| Eliseu Manuel de Mendonça | Portugal    | ?                         |
| Giovanni Pellegrini       | France      | UES Montmorillon          |
| Jean-François Prigent     | France      | FC Metz                   |

## L'effectif de la saison
| Poste¹ | Nat.² | Nom                | Naissance         | Sélection³ | Championnat | Championnat | Coupe France | Coupe France | Total Saison | Total Saison |
| Poste¹ | Nat.² | Nom                | Naissance         | Sélection³ | M           | But inscrit | M            | But inscrit  | M            | But inscrit  |
| ------ | ----- | ------------------ | ----------------- | ---------- | ----------- | ----------- | ------------ | ------------ | ------------ | ------------ |
| D      | FRA   | Michel Beaulieu    | 24 janvier 1947   | -          | 17          | 0           | 1            | 0            | 18           | 0            |
| D      | FRA   | Jean-Michel Bellat | 24 octobre 1943   | -          | 1           | 0           | 0            | 0            | 1            | 0            |
| M      | FRA   | Georges Calmettes  | 17 juillet 1942   | -          | 25          | 4           | 1            | 0            | 26           | 4            |
| D      | FRA   | Louis Cardiet      | 20 juin 1943      | A          | 32          | 0           | 1            | 0            | 33           | 0            |
| D      | FRA   | René Cédolin       | 13 juillet 1940   | B          | 33          | 0           | 1            | 0            | 34           | 0            |
| A      | FRA   | Louis Floch        | 28 décembre 1947  | -          | 37          | 7           | 1            | 0            | 38           | 7            |
| D      | FRA   | Pierre Garcia      | 27 juillet 1943   | -          | 18          | 0           | 0            | 0            | 18           | 0            |
| A      | FRA   | Bernard Gartioux   | 17 juillet 1947   | -          | 1           | 0           | 0            | 0            | 1            | 0            |
| D      | FRA   | Bernard Goueffic   | 29 janvier 1947   | -          | 3           | 0           | 0            | 0            | 3            | 0            |
| A      | FRA   | Hervé Guermeur     | 12 février 1949   | -          | 3           | 0           | 0            | 0            | 3            | 0            |
| D      | FRA   | Georges Jazdzyk    | 28 mars 1942      | -          | 33          | 0           | 1            | 0            | 34           | 0            |
| M      | FRA   | Jean-Claude Lavaud | 18 mai 1938       | A          | 20          | 0           | 0            | 0            | 20           | 0            |
| G      | FRA   | Gérard Lefillatre  | 21 mars 1946      | -          | 3           | 0           | 0            | 0            | 3            | 0            |
| D      | FRA   | Alain Le Roulley   | 13 mars 1942      | -          | 6           | 0           | 0            | 0            | 6            | 0            |
| M      | FRA   | Victor Mosa        | 31 mars 1945      | -          | 26          | 4           | 1            | 0            | 27           | 4            |
| A      | FRA   | Robert Rico        | 10 mars 1945      | -          | 37          | 4           | 1            | 1            | 38           | 5            |
| G      | FRA   | Gilbert Robin      | 2 août 1942       | -          | 35          | 0           | 1            | 0            | 36           | 0            |
| A      | FRA   | Daniel Rodighiero  | 20 septembre 1940 | A          | 36          | 11          | 1            | 0            | 37           | 11           |
| M      | FRA   | Jacques Rossignol  | 2 décembre 1945   | -          | 29          | 4           | 1            | 1            | 30           | 5            |
| A      | YUG   | Silvester Takač    | 8 novembre 1940   | A          | 35          | 15          | 1            | 0            | 36           | 15           |

- 1 : G, Gardien de but ; D, Défenseur ; M, Milieu de terrain ; A, Attaquant
- 2 : Nationalité sportive, certains joueurs possédant une double-nationalité
- 3 : sélection la plus élevée obtenue

## Équipe-type
Il s'agit de la formation la plus courante rencontrée en championnat.

## Les rencontres de la saison

### Liste
| Match | Date         | Compétition     | Tour        | Adversaire      | Lieu ¹ | Score    | Class.   | Buteurs pour le Stade rennais |
| ----- | ------------ | --------------- | ----------- | --------------- | ------ | -------- | -------- | ----------------------------- |
| 1     | 19 août      | Division 1      | 1           | Lens            | D      | 1-0      | 7        | Floch                         |
| 2     | 27 août      | Division 1      | 2           | Ajaccio         | E      | 0–2      | 12       |                               |
| 3     | 30 août      | Division 1      | 3           | Lyon            | D      | 1-0      | 8        | Takač                         |
| 4     | 2 septembre  | Division 1      | 4           | Lille           | E      | 0–2      | 12       |                               |
| 5     | 10 septembre | Division 1      | 5           | Angers          | E      | 1–1      | 12       | Takač                         |
| 6     | 23 septembre | Division 1      | 6           | Sochaux         | D      | 1-1      | 10       | Floch                         |
| 7     | 30 septembre | Division 1      | 7           | RCP-Sedan       | E      | 0-3      | 14       |                               |
| 8     | 4 octobre    | Division 1      | 8           | Metz            | D      | 0–0      | 14       |                               |
| 9     | 8 octobre    | Division 1      | 9           | Strasbourg      | E      | 1–1      | 14       | Rodighiero                    |
| 10    | 15 octobre   | Division 1      | 10          | Nantes          | D      | 1–1      | 15       | Takač                         |
| 11    | 21 octobre   | Division 1      | 11          | Marseille       | D      | 3–1      | 11       | Rodighiero Rico               |
| 12    | 1er novembre | Division 1      | 12          | Saint-Étienne   | E      | 0-3      | 14       |                               |
| 13    | 5 novembre   | Division 1      | 13          | Monaco          | D      | 1-1      | 13       | Rodighiero                    |
| 14    | 12 novembre  | Division 1      | 14          | Bordeaux        | E      | 2–6      | 14       | Calmettes Takač               |
| 15    | 19 novembre  | Division 1      | 15          | Red Star        | D      | 3-0      | 12       | Floch Takač                   |
| 16    | 26 novembre  | Division 1      | 16          | Aix-en-Provence | E      | 3-2      | 12       | Rodighiero Takač              |
| 17    | 3 décembre   | Division 1      | 17          | Valenciennes FC | E      | 1-2      | 12       | Rodighiero                    |
| 18    | 10 décembre  | Division 1      | 18          | Nice            | D      | 4–0      | 11       | Rodighiero Rico               |
| 19    | 7 janvier    | Division 1      | 19          | Lyon            | E      | 1–2      | 12       | Rodighiero                    |
| 20    | 13 janvier   | Coupe de France | 1/32 finale | Ajaccio         | N      | 2-3 a.p. | 2-3 a.p. | Rico Rossignol                |
| 21    | 21 janvier   | Division 1      | 20          | Lille           | D      | 4–1      | 12       | Calmettes Rossignol           |
| 22    | 28 janvier   | Division 1      | 21          | Angers          | D      | 1-1      | 12       | Rodighiero                    |
| 23    | 3 février    | Division 1      | 22          | Sochaux         | E      | 2–1      | 11       | Rossignol Takač               |
| 24    | 18 février   | Division 1      | 23          | RCP-Sedan       | D      | 1–1      | 11       | Floch                         |
| 25    | 25 février   | Division 1      | 24          | Metz            | E      | 1-6      | 13       | Takač                         |
| 26    | 3 mars       | Division 1      | 25          | Strasbourg      | D      | 2-1      | 12       | Calmettes Rico                |
| 27    | 17 mars      | Division 1      | 26          | Nantes          | E      | 0–2      | 13       |                               |
| 28    | 23 mars      | Division 1      | 27          | Valenciennes FC | D      | 1-1      | 14       | Calmettes                     |
| 29    | 30 mars      | Division 1      | 28          | Rouen           | D      | 0–1      | 14       |                               |
| 30    | 12 avril     | Division 1      | 29          | Saint-Étienne   | D      | 0-3      | 15       |                               |
| 31    | 27 avril     | Division 1      | 30          | Monaco          | E      | 1–2      | 16       | Floch                         |
| 32    | 30 avril     | Division 1      | 31          | Marseille       | E      | 1-3      | 16       | Takač                         |
| 33    | 4 mai        | Division 1      | 32          | Bordeaux        | D      | 1–0      | 15       | Floch                         |
| 34    | 19 mai       | Division 1      | 33          | Red Star        | E      | 1–3      | 15       | Takač                         |
| 35    | 11 juin      | Division 1      | 34          | Aix-en-Provence | D      | 4–0      | 15       | Floch Mosa Takač              |
| 36    | 16 juin      | Division 1      | 35          | Nice            | E      | 3-0      | 14       | Mosa Takač                    |
| 37    | 21 juin      | Division 1      | 36          | Rouen           | E      | 0–2      | 15       |                               |
| 38    | 28 juin      | Division 1      | 37          | Lens            | E      | 1–1      | 15       | Mosa                          |
| 39    | 5 juillet    | Division 1      | 38          | Ajaccio         | D      | 1–0      | 14       | Takač                         |

- 1 N : terrain neutre ; D : à domicile ; E : à l'extérieur ; drapeau : pays du lieu du match international

## Bilan des compétitions
| Compétition     | Vainqueur final  | Débute au tour | Place ou tour final | Première rencontre | Dernière rencontre | Nombre |
| --------------- | ---------------- | -------------- | ------------------- | ------------------ | ------------------ | ------ |
| Division 1      | AS Saint-Étienne | 1re journée    | 14e                 | 19 août 1967       | 5 juillet 1968     | 38     |
| Coupe de France | AS Saint-Étienne | 1/32 de finale | 1/32 de finale      | 13 janvier 1968    | 13 janvier 1968    | 1      |

### Division 1

#### Classement
| Rang | Équipe     | Pts | J  | G  | N  | P  | Bp | Bc | Diff |
| ---- | ---------- | --- | -- | -- | -- | -- | -- | -- | ---- |
| 11   | Monaco     | 37  | 38 | 15 | 7  | 16 | 45 | 48 | -3   |
| 12   | Lyon       | 36  | 38 | 12 | 12 | 14 | 53 | 51 | +2   |
| 13   | Red Star   | 36  | 38 | 12 | 12 | 14 | 44 | 43 | +1   |
| 14   | Rennes     | 36  | 38 | 13 | 10 | 15 | 49 | 57 | -8   |
| 15   | Rouen      | 35  | 38 | 15 | 5  | 18 | 48 | 51 | -3   |
| 16   | Strasbourg | 34  | 38 | 13 | 8  | 17 | 34 | 40 | -6   |
| 17   | Lens       | 34  | 38 | 13 | 8  | 17 | 48 | 61 | -13  |

- 16 et 17 : Barragistes

#### Résultats
| Total  | Total  | Total | Total | Total | Total | Total | Total | Domicile | Domicile | Domicile | Domicile | Domicile | Domicile | Extérieur | Extérieur | Extérieur | Extérieur | Extérieur | Extérieur |
| Matchs | Points | V     | N     | D     | BP    | BC    | Diff. | V        | N        | D        | BP       | BC       | Diff.    | V         | N         | D         | BP        | BC        | Diff.     |
| ------ | ------ | ----- | ----- | ----- | ----- | ----- | ----- | -------- | -------- | -------- | -------- | -------- | -------- | --------- | --------- | --------- | --------- | --------- | --------- |
| 38     | 36     | 13    | 10    | 15    | 49    | 57    | -8    | 10       | 7        | 2        | 30       | 13       | +17      | 3         | 3         | 13        | 19        | 44        | -25       |

#### Résultats par journée
| Journée   | 01 | 02 | 03 | 04 | 05 | 06 | 07 | 08 | 09 | 10 | 11 | 12 | 13 | 14 | 15 | 16 | 17 | 18 | 19 | 20 | 21 | 22 | 23 | 24 | 25 | 26 | 27 | 28 | 29 | 30 | 31 | 32 | 33 | 34 | 35 | 36 | 37 | 38 |
| --------- | -- | -- | -- | -- | -- | -- | -- | -- | -- | -- | -- | -- | -- | -- | -- | -- | -- | -- | -- | -- | -- | -- | -- | -- | -- | -- | -- | -- | -- | -- | -- | -- | -- | -- | -- | -- | -- | -- |
| Terrain   | D  | E  | D  | E  | E  | D  | E  | D  | E  | D  | D  | E  | D  | E  | D  | E  | E  | D  | E  | D  | D  | E  | D  | E  | D  | E  | D  | D  | D  | E  | E  | D  | E  | D  | E  | E  | E  | D  |
| Résultats | V  | D  | V  | D  | N  | N  | D  | N  | N  | N  | V  | D  | N  | D  | V  | V  | D  | V  | D  | V  | N  | V  | N  | D  | V  | D  | N  | D  | D  | D  | D  | V  | D  | V  | V  | D  | N  | V  |
| Points    | 2  | 2  | 4  | 4  | 5  | 6  | 6  | 7  | 8  | 9  | 11 | 11 | 12 | 12 | 14 | 16 | 16 | 18 | 18 | 20 | 21 | 23 | 24 | 24 | 26 | 26 | 27 | 27 | 27 | 27 | 27 | 29 | 29 | 31 | 33 | 33 | 34 | 36 |
| Place     | 7  | 12 | 8  | 12 | 12 | 10 | 14 | 14 | 14 | 15 | 11 | 14 | 13 | 14 | 12 | 12 | 12 | 11 | 12 | 12 | 12 | 11 | 11 | 13 | 12 | 13 | 14 | 11 | 15 | 16 | 16 | 15 | 15 | 15 | 14 | 15 | 15 | 14 |

Source : Liste des rencontres

Terrain : D = Domicile ; E = Extérieur. Résultat: D = Défaite ; N = Nul ; V = Victoire.